# Lambis pilsbryi
Lambis pilsbryi is een slakkensoort uit de familie van de Strombidae. De wetenschappelijke naam van de soort is voor het eerst geldig gepubliceerd in 1961 door Abbott.